# Evangelisch-Lutherisches Dekanat Coburg

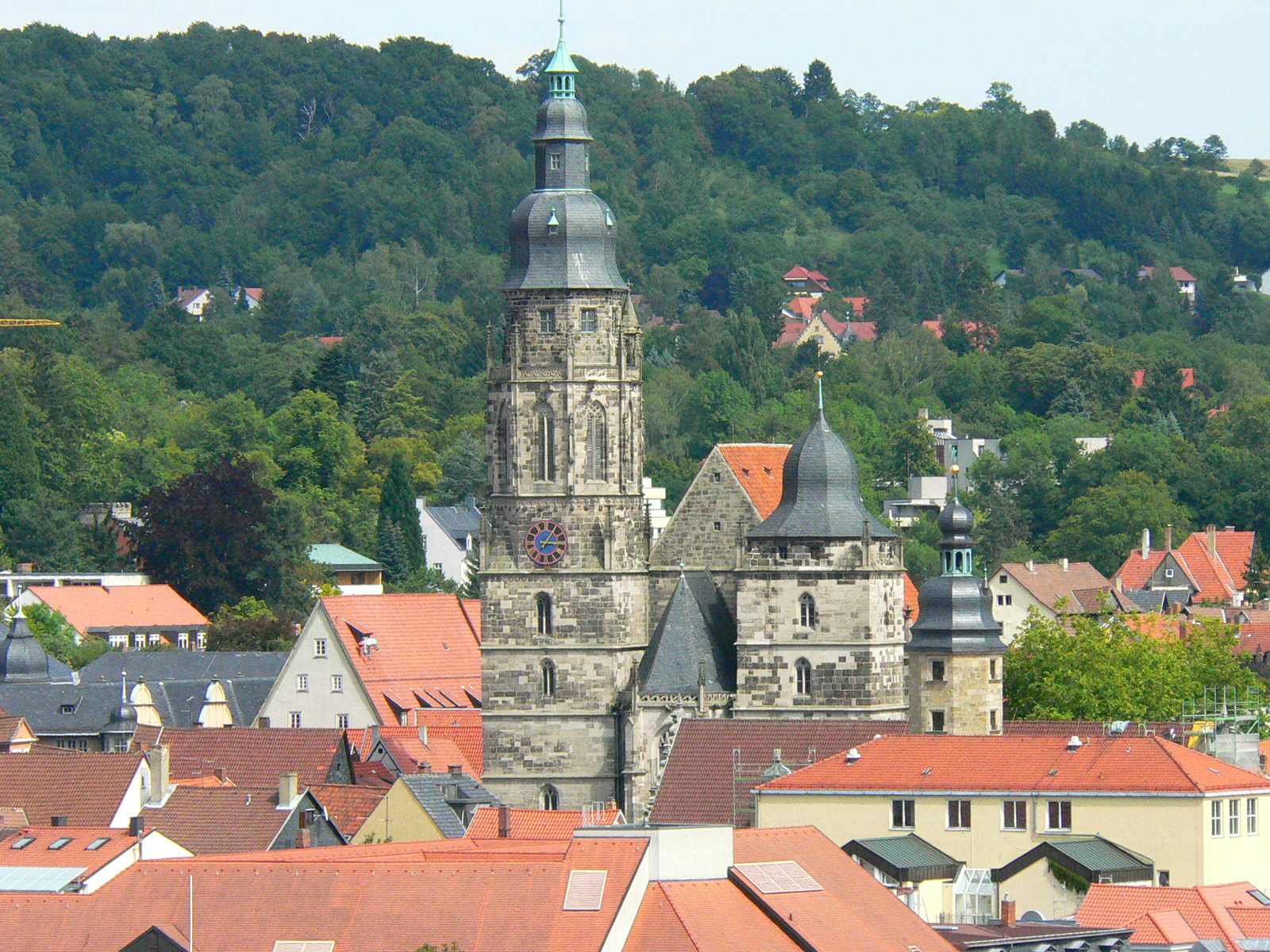
Morizkirche in Coburg

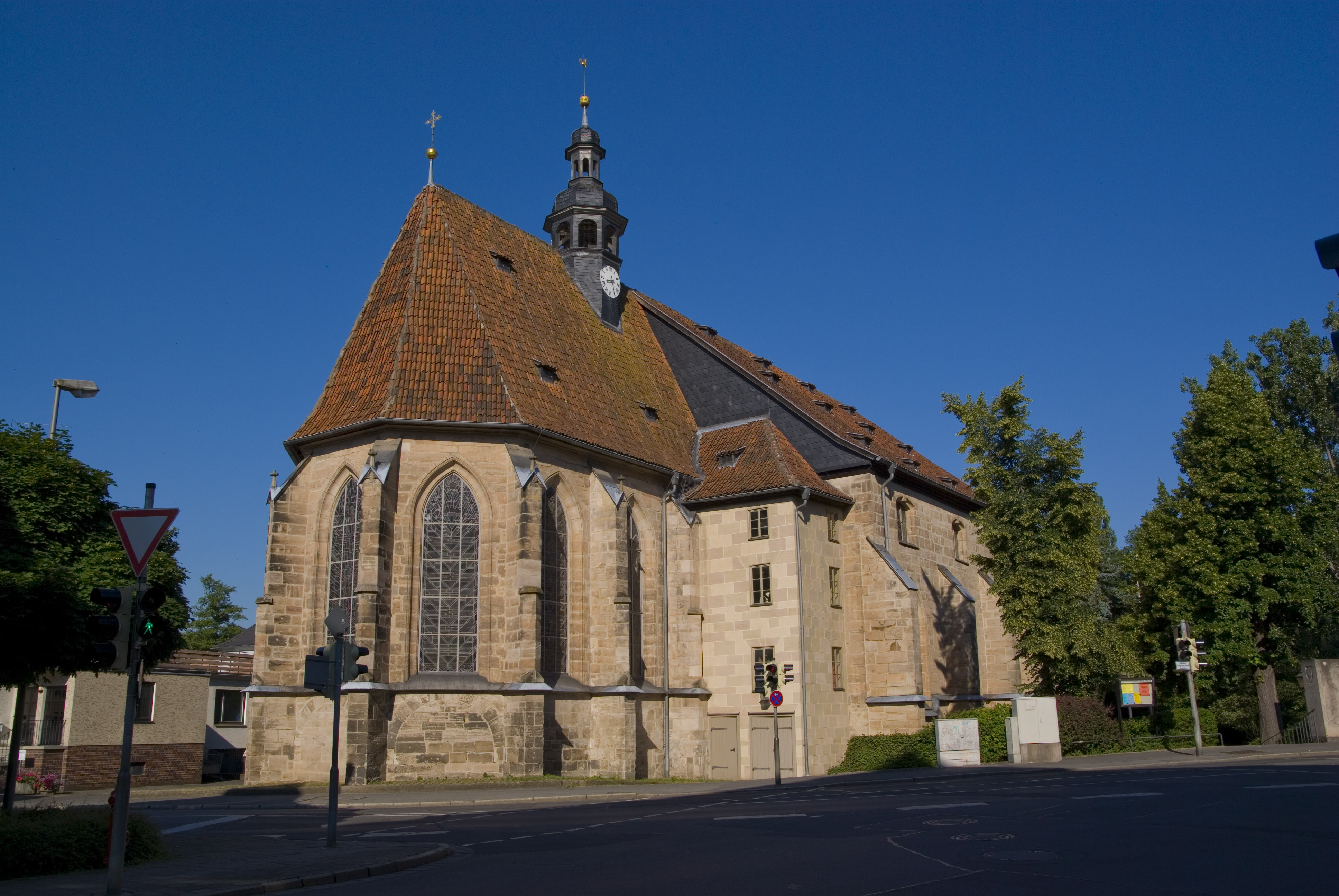
Heiligkreuzkirche in Coburg

Das Evangelisch-Lutherische Dekanat Coburg ist eines der 15 Dekanate des Kirchenkreises Bayreuth. Der Dekanatsbezirk Coburg ist in vier Regionen geteilt und wird von zwei Dekanen geleitet. Ein Dekan ist für die Gemeinden Coburg Heiligkreuz, St. Lukas und St. Moriz und Creidlitz der Region Mitte sowie für die Regionen Neustadt/Rödental und Süd-Ost zuständig. Der Aufsichtsbereich des anderen Dekans umfasst die Gemeinden Ahorn, Coburg Johanneskirche, St. Markus und St. Matthäus, Scheuerfeld-Weidach, Weitramsdorf der Region Mitte sowie die Region Ephorie Bad Rodach.

## Kirchengeschichte

### Kirchliche Entwicklung bis zur Reformation
Die kirchliche Erschließung des Coburger Landes durch das Bistum Würzburg mit Pfarreien wird zwischen Anfang des 9. Jahrhunderts und 1007, dem Stiftungsjahr des Bistums Bamberg, angenommen. Urpfarreien entstanden um die Jahrtausendwende als Eigen- beziehungsweise Sendkirchen in Meeder und Fechheim, in Heldburg, zuständig für das Gebiet um Rodach, und in Altenbanz, zuständig für den Itzgrund. In Gauerstadt, Oettingshausen und Rodach gab es außerdem Großpfarreien und eine Kirche auf dem Berg Coburg. In der Mitte des 15. Jahrhunderts existierten im Bereich des Coburger Landkapitels, des Gebiets des heutigen Dekanats, Pfarreien in Coburg, Meeder, Rodach, Oettingshausen, Großgarnstadt, Gauerstadt, Unterlauter, Weißenbrunn vorm Wald, Gestungshausen, Grub am Forst, Ahorn, Elsa, Ebersdorf bei Coburg und Fechheim. Zum Landkapitel Münnerstadt gehörten Altenbanz, Untersiemau und Watzendorf.
Als ältestes im Coburger Land entstand 1074 das Kloster Sankt Peter und Paul mit einer Propstei auf dem Festungsberg, ein Nebenkloster des Klosters in Saalfeld. 1135 folgte ein Prämonstratenserkloster bei Rodach, 1149 das Benediktinerkloster in Mönchröden, 1250 das Coburger Franziskanerkloster und 1260 das Sonnefelder Zisterzienserinnenkloster. Ein Wallfahrtsort war die Ottilienkapelle auf dem Muppberg, wo die Gläubigen mit Augenkrankheiten eine Quelle aufsuchten.
1353 erbte Markgraf Friedrich III. von Meißen und somit das Haus Wettin von dem Henneberger Grafen Heinrich die Herrschaft Coburg (Pflege Coburg).

### Reformation
Nach der Leipziger Teilung 1485 gehörte die Pflege Coburg als südlichste Bastion im Kurfürstentum Sachsen zum Herrschaftsgebiet der Ernestiner. Kurfürst Johann der Beständige und sein Sohn Johann Friedrich I. waren in der ersten Hälfte des 16. Jahrhunderts Förderer der reformatorischen Bewegung. Balthasar Düring, ab 1520 Vikar an der St.-Moriz-Kirche, wirkte als Prediger maßgeblich an der Entwicklung der Reformation in Coburg mit. Mit einer Entschließung vom 12. Oktober 1524 genehmigte Herzog Johann der Beständige eine von Düring neu entworfene Gottesdienstordnung, die sich Luthers Formula missae et communionis von 1523 anschloss. Am Ende der 1520er Jahre wurde Düring zum Superintendenten ernannt und führte im Auftrage des Kurfürsten zusammen mit drei anderen Visitatoren die erste kursächsische Kirchen- und Schulvisitation im Herbst und Winter 1528/29 im Coburger Land durch. Dabei wurden unter anderem die Pfarrer bestätigt oder neu eingesetzt. Insbesondere wurden auch einige Gemeindeteile umgepfarrt, größere Filialgemeinden kirchlich selbstständig und neue Pfarreien gegründet. Die südliche Gebietsgrenze zu den Bistümern Würzburg und Bamberg entwickelte sich zur Religionsgrenze.
Ein bedeutendes Ereignis war während der Reformationszeit der Aufenthalt Martin Luthers auf der Veste Coburg im Jahr 1530. Am Karfreitag den 15. April kam er im Gefolge des Kurfürsten Johann der Beständige nach Coburg. Da die freie Reichsstadt Nürnberg Luther während des Augsburger Reichstages Schutz und Unterkunft versagte, lebte er wegen seiner Reichsacht vom 24. April bis zum 4. Oktober 1530 auf der Veste. In der Zeit entstanden 120 Briefe nach Augsburg und Wittenberg, der Coburger Psalter (Psalm 1–25), Auslegungen zum 117. und 118. Psalm und zahlreiche sogenannte Sendschreiben.

### Landeskirche
Unter Herzog Johann Casimir entstand in dem seit 1572 eigenständigen Fürstentum Sachsen-Coburg ein landesherrliches Kirchenregiment mit einer eigenen Landeskirche. 1591 wurde das Amt des Generalsuperintendenten, des höchsten kirchlichen Repräsentanten, eingeführt, 1593 ein Konsistorium, eine oberste kirchliche Behörde, eingerichtet und 1626 eine Kirchenordnung erlassen, die Johann Gerhard verfasst hatte. Das erste Coburger Gesangbuch erschien 1616. Es war eine Übernahme von der Schlosskirche zu Dresden. Nach Johann Casimir Tods 1633 vertraten die Coburger Generalsuperintendenten das lutherische Kirchwesen. Mit Herzog Albrecht wurde Coburg 1680 wieder Residenzstadt. Herzog Albrecht ernannte Johann Heinrich Hassel zum Hofprediger. Hassel, als Pietiest ein Gesinnungsgenosse von August Hermann Francke, wurde Konsistorialpräsident. Allerdings konnte sich nach dem Tod von Herzog Albrecht im Jahr 1699 der Pietismus gegen die Lutherische Orthodoxie nicht behaupten. Unter Herzog Franz Josias folgte ab 1730 eine Reformation des Kirchwesens mit einer Rückbesinnung auf das lutherische Erbe. So wurde unter anderem angeordnet, dass vor dem 14. Lebensjahr niemand zum Abendmahl zugelassen wird und von einem Beichtvater darauf vorbereitet werden muss. Der Pfarrer und spätere Generalsuperintendent Erdmann Rudolf Fischer war an den Reformen maßgeblich mit dem zweiteiligen Vollständigen Kirchenbuch beteiligt.
Mit Herzog Ernst Friedrich kam es im Geist der Aufklärung zu einem Umbruch in der lutherischen Kirche. Zuerst in der eigens eingerichteten Hofgemeinde eingeführt, wurden später auch in der Stadt und auf dem Land das Neue Coburgische Gesangbuch eingeführt, die Allgemeine Beichte an Stelle der Einzelbeichte eingeführt und der sonntägliche Vollgottesdienst in Predigt- und Abendmahlsgottesdienst geteilt.
Unter Herzog Ernst I., vom Geist des Rationalismus geprägt, wurden 1818 im sogenannten Sabbatsmandat die dritten Feiertage zu Ostern, Pfingsten und Weihnachten gestrichen und Festtage an Wochentagen auf den Sonntag verlegt. 1833 erschien das Neue Gesangbuch für die protestantischen Gemeinden des Herzogthums Sachsen-Coburg. Herzog Ernst II., den Interessen des liberalen Bürgertum zugetan, und der Coburger Landtag verhinderten eine größere Eigenständigkeit der Landeskirche.
Geprägt wurde die Geistlichkeit der Landeskirche in der zweiten Hälfte des 19. Jahrhunderts vor allem durch Karl von Hase von der theologischen Fakultät der Universität Jena mit einer freieren Theologie. So wurde auf die Formulierung des Glaubensbekenntnisses kein Zwang ausgeübt.
Erst nach dem Tod von Herzog Ernst II. im Jahr 1893 konnte 1896 für die Herzogtümer Coburg und Gotha das
Gesangbuch zum Gebrauch für Kirche, Schule und Haus für die Herzogtümer Sachsen-Coburg und Gotha erscheinen, das fast 50 Jahre im Gebrauch war. 1907 wurde die Feuerbestattung eingeführt, 1911 eine Kirchenverfassung. Das evangelische Kirchenregiment wurde vom Coburger Staatsministerium im Auftrag des Herzogs ausgeübt. Staatliche und kirchliche Fragen wurden mit Gesetzen und Verordnungen geregelt, Kirchensteuern wurden nicht erhoben. Als Beirat wurde 1911 der Landeskirchenrat mit sechs Geistlichen und zwölf Laien eingesetzt.

### Evangelisch-Lutherisches Dekanat

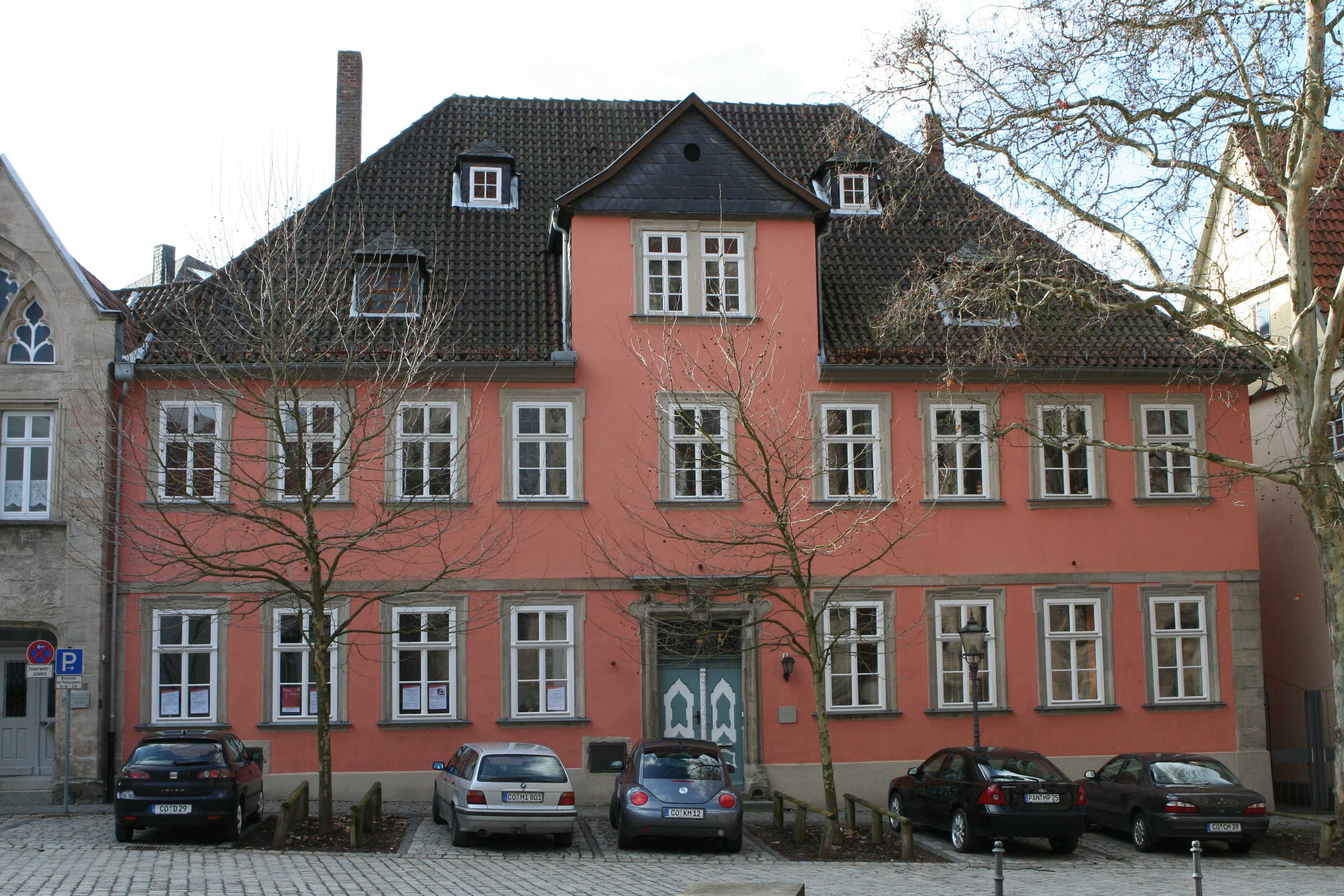
Dekanatsitz in der Coburger Pfarrgasse

Das landesherrliche Kirchenregiment durch Herzog Carl Eduard (summus episcopus) war nach dessen Rücktritt am 13. November 1918 beendet. Die endgültige Trennung zwischen Kirche und Staat folgte am 11. August 1919 durch die Landesversammlung des Freistaats Coburg mit dem Gesetz zur Rechtsstellung der evangelisch-lutherischen Landeskirche. Die Landeskirche wurde eine Körperschaft des öffentlichen Rechts unter der Leitung eines dreiköpfigen Oberkirchenrates. Die Urwahlen eines neuen Landeskirchenrates entfielen aufgrund einer Einigungsliste. Am 19. Dezember 1919 fand die erste Synode der Coburger Landeskirche statt, die den Oberkirchenrat beauftragte, aus praktischen Gründen Verhandlungen zwecks Anschluss an die Bayerische Landeskirche rechts des Rheins aufzunehmen. Am 11. und 12. März 1920 beschloss die Landessynode unter anderem eine neue Kirchengemeindeordnung und am 9. Juli 1920 wurde Georg Kükenthal mit der Dienstbezeichnung Generalsuperintendent zum Vorsitzenden des Oberkirchenrates gewählt.
Der Volksentscheid vom 30. November 1919 für des Freistaats Coburg Anschluss an Bayern führte im April 1920 zu ersten Verhandlungen mit der bayerischen Landeskirche. Am 11. Januar 1921 stimmte die Synode, bei einer Gegenstimme, dem Vertrag zur Vereinigung mit der bayerischen Landeskirche zu, der am 1. April 1921, mit einer 50-jährigen Übergangszeit für die innere Angleichung, in Kraft trat. Erster Dekan des neuen Dekanats Coburg wurde Kükenthal. 1922 wurden die fünf Enklavepfarreien der Ephorie Königsberg in Franken in das Dekanat Rügheim eingegliedert.
Antisemitismus war bei den Geistlichen des Dekanats nach dem Ersten Weltkrieg weit verbreitet. Bekannt wurde insbesondere Helmuth Johnsen, der in den 1920er Jahren Pfarrer in Gauerstadt war. Johnsen unterstützte aktiv die völkische Bewegung und war ein radikaler Antisemit. Auf einer Tagung des Pfarrervereins des Dekanats im Dezember 1923 erhielt er die Unterstützung von 23 der 27 anwesenden Amtsbrüder. Der in Coburg stark verbreitete Nationalsozialismus führte unter anderem dazu, dass im Dezember 1933 auf die Pfarrstelle Coburg II (St. Moriz) auf Wunsch von Hans Schemm, Gauleiter der Bayerischen Ostmark und Bayerischer Kultusminister, der Pfarrer Hans Hoffmann aus Burk berufen wurde. Hoffmann war seit 1931 aktives Mitglied der NSDAP.
Insgesamt waren 1933 im Dekanat elf Pfarrer Mitglied der NSDAP, die höchste Zahl aller oberfränkischen Dekanate. Im Jahr 1937 waren 38 % der Pfarrer Mitglied der NSDAP.
Nach 1945 wurden das bayerische Gesangbuch und die bayerische Gottesdienstordnung eingeführt.
Seit 1976 unterhält des Dekanat in Neukirchen ein Jugendhaus. Am 1. Januar 2020 übernahm die Evangelisch-Lutherische Kirche in Bayern die Trägerschaft.

## Kirchengemeinden
In Coburg gibt es fünf alte Pfarrkirchen, St. Moriz, Heilig Kreuz, St. Matthäus in Neuses, Unsere Liebe Frau in Seidmannsdorf und die Kirche in Scheuerfeld. Ab 1952 wurden weitere Gemeinden gegründet.
Das Dekanat umfasst die evangelischen Kirchengemeinden der kreisfreien Stadt Coburg und des Alt-Landkreises Coburg, des ehemaligen Herzogtums Sachsen-Coburg ohne die Exklave Königsberg. Es besteht aus 51 Kirchengemeinden in vier Regionen mit etwa 58.000 evangelischen Gemeindemitgliedern. Im Jahr 1984 waren es noch 94.000 Gemeindemitglieder. Im Jahr 2009 waren in der Stadt Coburg 55 % der Einwohner Mitglied der evangelisch-lutherischen Kirche.

### Region Mitte
- Coburg, St. Moriz mit weiteren Kirchengebäuden: Salvatorkirche und Schloßkirche im Schloss Ehrenburg
- Coburg, Heiligkreuz (15. Jahrhundert)
- Coburg, Johanneskirche (1964)
- Coburg, Katharina von Bora (1972)
- Coburg, St. Lukas (1969)
- Coburg, St. Markus (1966)
- Coburg-Neuses, St. Matthäus
- Ahorn, Schlosskirche
- Creidlitz, Dr.-Martin-Luther-Kirche (1956)
- Scheuerfeld-Weidach, evangelische Pfarrkirche in Scheuerfeld
- Seidmannsdorf, Unserer Lieben Frau (Seidmannsdorf)
- Weitramsdorf, St. Nikolaus

### Region Nordwest, Ephorie Rodach
- Pfarrei Bad Rodach
  - Bad Rodach, Johanniskirche (1758) und Salvatorkirche
- Pfarrei Elsa
  - Elsa, Evangelisch-lutherische Pfarrkirche  (Turm 1483)
  - Oettingshausen, Kilianskirche
  - Heldritt, St. Nikolaus (1704, 1847)
  - Grattstadt, St. Paulus
  - Roßfeld, Margarethenkirche
- Pfarrei Gauerstadt-Breitenau
  - Gauerstadt, St. Marien (1797–1800)
  - Breitenau, St. Marien
- Kirchspiel Großwalbur
  - Großwalbur, St. Oswald (1485)
  - Ahlstadt, St. Bonifatius (Turm 1528)
  - Ottowind, St. Bartholomäus
- Kirchspiel Meeder
  - Meeder, St. Laurentius
  - Beuerfeld, evangelische Kirche (1625, 1824)
  - Wiesenfeld, Magdalenenkirche (1898)
- Pfarrei Unterlauter
  - Unterlauter, Trinitatiskirche (1744)
  - Rottenbach, St. Matthäus
  - Neukirchen, St. Johannis

### Region Süd-Ost
- Ebersdorf bei Coburg, St. Laurentius
- Gestungshausen, Matthäuskirche
- Großgarnstadt, evangelische Kirche
- Großheirath-Rossach-Watzendorf
  - Großheirath, evangelische Kirche
  - Rossach, St. Oswald
  - Watzendorf, Marienkirche
- Grub am Forst, St. Ägidius
- Hassenberg, Schlosskirche
- Niederfüllbach, Schlosskirche
- Sonnefeld, ehemalige Zisterzienserinnen-Kloster, Klosterkirche Sonnefeld; Friedhofskirche St. Moritz
- Scherneck, evangelische Kirche
- Untersiemau, St. Salvator
- Weidhausen, evangelische Kirche

### Region Ost
- Dörfles, Zum guten Hirten (1963)
- Fechheim, Michaelskirche
- Haarbrücken, Haus der Begegnung (1982)
- Neustadt bei Coburg, Stadtkirche St. Georg, Auferstehungskirche im Friedhof
- Rödental-Oeslau, St. Johannis
- Rödental-Mönchröden, Christuskirche, ehemalige Klosterkirche der Benediktiner, mit Bergkirche in Höhn
- Rödental-Einberg, St. Marien
- Weißenbrunn vorm Wald, Dreifaltigkeitskirche
- Wildenheid-Meilschnitz, Friedenskirche